# Мілен Петков
Мілен Іванов Петков (болг. Милен Иванов Петков, нар. 12 січня 1974, Генерал-Тошево) — болгарський футболіст, що грав на позиції півзахисника.
Виступав, зокрема, за клуби ЦСКА (Софія) та АЕК, а також національну збірну Болгарії, у складі якої був учасником чемпіонату світу та Європи.

## Клубна кар'єра
У дорослому футболі дебютував 1991 року виступами за команду клубу «Добруджа». У перші два сезони Петков був запасним гравцем і зіграв лише в 6 матчах, але в наступні роки він вже був основним гравцем своєї команди. Загалом провів в рідній команді чотири сезони, взявши участь у 62 матчах чемпіонату.
Влітку 1995 року став гравцем софійського ЦСКА, де за 4,5 сезони зіграв 119 матчів і забив 16 голів в національному чемпіонаті. З ним Петков виграв національний чемпіонат і двічі національний кубок. У сезоні 1998/99 отримав нагороду «Гравець року в чемпіонаті Болгарії».
У січні 2000 перейшов в афінський АЕК, де двічі ставав володарем кубку Греції. У сезоні 2002/03 грав у Лізі чемпіонів, де АЕК залишився непереможним в групі з «Реал Мадридом», «Ромою» і «Генком», зігравши всі шість матчів внічию. Він залишає «чорно-чорних» влітку 2005 року. Після цього ще один сезон провів у іншому грецькому клубі «Атромітос», а у 2006—2008 роках грав у другому грецькому дивізіоні за «Ілісіакос».
З 2008 по 2010 роки грав за «Черно море» у вищій болгарській лізі, втім основним гравцем не був. На початку 2011 року повернувся в рідну «Добруджу», де того ж року завершив кар'єру футболіста.

## Виступи за збірну
11 березня 1997 року дебютував в офіційних іграх у складі національної збірної Болгарії в товариському матчі проти збірної Словаччини. 
У складі збірної був учасником чемпіонату світу 1998 року у Франції та чемпіонату Європи 2004 року у Португалії.
Протягом кар'єри у національній команді, яка тривала 8 років, провів у формі головної команди країни 37 матчів, забивши 1 гол..

## Титули і досягнення
- Чемпіон Болгарії (1):

ЦСКА (Софія): 1996–97
- Володар Кубка Болгарії (2):

ЦСКА (Софія): 1996–97, 1998–99
- Володар Кубка Греції (1):

АЕК: 1999–00, 2001–02